# Флейя
Флейя́ (фр. Flayat) — коммуна во Франции, находится в регионе Лимузен. Департамент коммуны — Крёз. Входит в состав кантона Крок. Округ коммуны — Обюссон.
Код INSEE коммуны — 23081.

## Население
Население коммуны на 2010 год составляло 332 человека.
| 1962 | 1968 | 1975 | 1982 | 1990 | 1999 | 2010 |
| ---- | ---- | ---- | ---- | ---- | ---- | ---- |
| 622  | 533  | 489  | 447  | 364  | 380  | 332  |

## Экономика
В 2010 году среди 189 человек трудоспособного возраста (15—64 лет) 138 были экономически активными, 51 — неактивными (показатель активности — 73,0 %, в 1999 году было 70,2 %). Из 138 активных жителей работали 127 человек (67 мужчин и 60 женщин), безработных было 11 (4 мужчины и 7 женщин). Среди 51 неактивных 9 человек были учениками или студентами, 34 — пенсионерами, 8 были неактивными по другим причинам.